# Поддембишки окръг
 Поддембишки окръг (на полски: Powiat poddębicki) е окръг в Централна Полша, Лодзко войводство. Заема площ от 881,21 км2. Административен център е град Поддембице.

## География
Окръгът се намира в историческия регион Великополша. Разположен е в западната част на войводството.

## Население
Населението на окръга възлиза на 42 026 души (2012 г.). Гъстотата е 48 души/км2.

## Административно деление
Административно окръгът е разделен на 6 общини.
Градско-селски общини:
- Община Поддембице
- Община Унейов

Селски общини:
- Община Вартковице
- Община Даликов
- Община Заджим
- Община Пенчнев

## Фотогалерия
- Поддембице
- Унейов